# Ponte di Aksaj
Il ponte di Aksaj è stata una struttura militare di particolare rilevanza strategica durante la seconda guerra mondiale situata nei pressi del villaggio di Aksaj, nell'Oblast' di Rostov. La struttura attraversava il fiume Don e consisteva in tre ponti e un attraversamento.

## Storia
Parte di una strada postale diretta verso il Caucaso, il ponte collegava la riva destra del Don con la diga di Ol'ginsk e fu attraversato da diversi decabristi in esilio, tra cui Aleksandr Ivanovič Poležaev, Aleksandr Aleksandrovič Bestužev e Michail Ivanovič Glinka, il quale nel 1823 ne fece menzione nel suo diario.
Il ponte si rivelò di importanza strategica durante la guerra civile russa quando, a causa di una lunga restaurazione, la traversata veniva effettuata da un piccolo traghetto che si spostava lungo un cavo e da imbarcazioni a fondo piatto di proprietà di privati. Solo nel 1934 fu costruito un nuovo ponte di barche su progetto dell'ingegnere K. G. Terešchenko.
Quando nei primi mesi della seconda guerra mondiale l'aviazione tedesca bombardò i ponti ferroviari di Rostov sul Don, si decise di costruire la tangenziale ferroviaria di Aksaj, che consisteva in un ponte di legno temporaneo, eretto sotto la fabbrica di vetro del villaggio, che arrivava fino a Batajsk, lungo la diga di Ol'ginsk. Vi era anche un piccolo ponte galleggiante sul fiume Aksaj. Il traghetto, che aveva una capacità di carico di 16 tonnellate, fu guidato dal 35º battaglione dell'Armata Rossa sotto il comando del maggiore B. D. Nominas.
I combattimenti iniziarono il 19 novembre 1941 vicino al villaggio di Aksaj, presieduto dal 1177º reggimento di fanteria guidato da F. G. Rybkin che respinse gli attacchi delle unità della 60. Infanterie-Division della Wehrmacht. La notte del 21 novembre, i tedeschi sfondarono le difese sovietiche e iniziarono ad avanzare nel villaggio. Il reggimento si ritirò sulla riva sinistra del Don e la difesa del ponte fu effettuata dal 196º reggimento di cavalleria e da un plotone del 230º reggimento dell'NKVD. In risposta, le forze naziste conquistarono il villaggio.
Dopo la ritirata delle truppe sovietiche, la struttura fu parzialmente fatta saltare in aria, e dopo la riconquista di Aksaj da parte di questi ultimi, il ponte di barche fu riparato per permetterne l'attraversamento dei carri armati. Il ponte fu tuttavia danneggiato dagli attacchi aerei tedeschi.
Durante l'operazione di traversata, il ponte permise l'attraversamento di 115.157 persone, 58 cannoni, 98 mortai e 16 carri armati, oltre che un gran numero di auto e carri.

## Il museo
Il museo di storia militare di Aksaj ospita il complesso commemorativo Pereprava dedicato alla storia del ponte.